# Sturzkampfgeschwader 1
1-ша ескадра пікіруючих бомбардувальників (нім. Sturzkampfgeschwader 1, StG 1) — ескадра пікіруючих бомбардувальників Люфтваффе за часів Другої світової війни. 18 жовтня 1943 переформована на 1-шу штурмову ескадру.

## Історія
1-ша ескадра пікіруючих бомбардувальників сформована 18 листопада 1939 року на базі LG2. Штабна ескадрилья (нім. Stabsstaffel/StG1) сформована у червні 1941, у серпні 1943 перетворена на 3./ZG76. Використовувала переважно літаки Do-17P, Bf-110D та Ju-87B/D.
Льотчики 1-ї ескадри стали першими бойовими пілотами Люфтваффе, хто розпочав Другу світову війну.
О 04.26 1 вересня 1939 року, тобто ще за 20 хвилин до офіційного початку бойових дій, з аеродрому біля німецько-польського кордону в Східній Пруссії піднялася ланка Ju-87B. Її очолював командир 3./StG1 оберлейтенант Бруно Діллей (нім. Bruno Dilley), два інших Ju-87B пілотували лейтенант Горст Шиллер (нім. Horst Schiller) і унтерофіцер Герхард Гренцель (нім. Gerhard Grenzel). Літаки несли по одній 250-кг бомбі під фюзеляжем і по дві 50-кг бомби під кожною площиною. Через 8 хвилин бомбардувальники вийшли на ціль біля Тчева — стратегічно важливий міст через Віслу, по якому мали увірватися до Польщі танкові формування Вермахту. Пройшовши над Віслою на висоті 10 метрів, Ju-87B потім, набравши висоту, скинули бомби на свої цілі; польські бункери управління вибухом було знищено, а електричні кабелі, які ведуть до мосту, перерізані.
Надалі німецькі льотчики надавали безпосередню підтримку сухопутним військам в ході вересневої кампанії, зокрема у боях за Гельську косу, морський порт Гдині.
У квітні — травні 1940 року пілоти 1-ї ескадрильї StG1 у складі невеликого змішаного компоненту від X-го повітряного корпусу брали участь в операції «Везерюбунг». 9 квітня 1940 року бомбардувальники Ju 87B/R завдали бомбового удару по норвезькій фортеці Оскарборг, після того, як підрозділи берегової артилерії потопили німецький важкий крейсер «Блюхер». Того ж дня пілоти групи торпедували норвезький есмінець «Агер». 19 квітня 1940 року ескадра пікіруючих бомбардувальників вперше зазнала бойових втрат — під час штурмовки британського крейсера «Каїр» був збитий Ju 87; пілоти потрапили в полон біля Намсусу. Того ж дня літаки B-24 «Скуа» та «Сордфіш» з авіаносців «Арк Роял» і «Глоріос» збили 6 німецьких пікірувальників Ju 87B/R біля Тронгейма.
Загалом за час Норвезької кампанії бомбардувальниками ескадри потоплено біля узбережжя Норвегії кораблів союзників загальною водотоннажністю понад 60 тисяч тонн, зокрема британські есмінець «Афріді», шлюп «Біттерн», французький есмінець «Бізон».
У травні 1940 року з початком вторгнення до Франції ескадра не залучалася до безпосередньої підтримки сухопутних військ, що билися в Нідерландах, Бельгії та на півночі Франції. Натомість, Stab./StG 1, I./StG 1 та III./StG 1 внесли вагомий внесок в успіх операції «Адлертаг». Угруповання нараховувало 80 літаків Ju 87, серед яких 55 були в бойовому стані, й виконувало важливі завдання з протидії британській авіації. Німецькі формування, що діяли під загальним керівництвом генерала авіації В. фон Ріхтгофена, завдавали ударів по аеродромах у південній Англії, атакували конвої та бойові кораблі Британії та її союзників у Ла-Манші, у Північному морі тощо. Повітряні бої та штурмовки тривали до лютого 1941 року, однак у ході битви за Англію пікіруючі бомбардувальники StG1 зазнали великих втрат через протидію винищувачів Королівських ВПС.
У квітні 1941 року I група StG 1 взяла активну участь у Балканській кампанії. Перекинуті на Середземноморський театр воєнних дій пілоти ескадри відзначилися під час боїв в Югославії, Греції, десантній операції на грецький острів Крит, операцій проти кораблів британського Середземноморського флоту і підтримки дій Німецького Африканського корпусу генерала Е. Роммеля у Північно-Африканській кампанії.
З підготовкою до вторгнення до Радянського Союзу, основні підрозділи ескадри були передислоковані з Балкан до східної Польщі. На світанку 22 червня 1941 року німецькі війська розпочали агресію проти СРСР, їх головні ударні угруповання прикривали з повітря повітряні сили Г. Герінга. У ході операції «Барбаросса» 1-ша ескадра пікіруючих бомбардувальників билася на центральній ділянці німецько-радянського фронту. За час операції StG 1 втратила 60 літаків Ju 87 у повітряних боях та ще один був знищений на землі. Потім її підрозділи билися на різних напрямках: від Ленінграда до півдня України. Бомбардувальники ескадри брали участь у битві німецьких військ на Москву, у другій битві за Харків. З літа 1942 року StG 1 змагалися у наступі на Кавказ та в Сталінградській битві.
У першій половині 1943 року StG1 також брали участь в операціях під Ленінградом і Новгородом. З літа 1943 ескадра на центральному напрямку війни. 18 жовтня 1943 переформована на 1-шу штурмову ескадру.

### Райони бойових дій та дислокації 1-ї ескадри
- Німеччина (листопад 1939 — травень 1940)
- Велика Британія, Франція (травень 1940 — січень 1941)
- Німеччина (січень — лютий 1941)
- Румунія (лютий — березень 1941)
- Югославія, Греція (березень — червень 1941)
- Східний фронт (центральний напрямок) (червень 1941 — жовтень 1943)

## Командування

### Командири
- Оберстлейтенант Ебергард Баєр (нім. Eberhard Baier) (18 листопада 1939 — 21 червня 1940)
- Оберстлейтенант Вальтер Гаген (нім. Walter Hagen) (22 червня 1940 — 15 березня 1943)
- Оберстлейтенант Густав Пресслер (нім. Gustav Pressler) (15 березня — 18 жовтня 1943)

### Основні райони базування штабу 1-ї ескадри пікіруючих бомбардувальників[3]
| Час                            | Місто                | Основний літак |
| ------------------------------ | -------------------- | -------------- |
| листопад — грудень 1939        | Ютеборг              | Ju 87B         |
| грудень 1939 — травень 1940    | Зігбург              | Ju 87B/R       |
| травень — липень 1940          | Франція              | Ju 87R         |
| липень — вересень 1940         | Анже                 | Ju 87R         |
| вересень — листопад 1940       | Сен-Поль-сюр-Тернуаз | Ju 87R         |
| листопад 1940 — 22 лютого 1941 | Остенде              | Ju 87R         |
| 22 лютого — березень 1941      | Трапані              | Ju 87R         |
| березень — травень 1941        | Комізо               | Ju 87R         |
| травень — червень 1941         | Аргос                | Ju 87R         |
| червень — липень 1941          | Рачкі                | Ju 87R         |
| липень — серпень 1941          | Дубово/ Барановичі   | Ju 87R         |
| серпень — вересень 1941        | Мінськ/Докудове      | Ju 87R         |
| вересень — листопад 1941       | Шаталовка-Східна     | Ju 87R         |
| листопад — грудень 1941        | Юхнов                | Ju 87R         |
| грудень 1941 — лютий 1942      | Швебіш-Галль         | Ju 87R/D       |
| лютий — березень 1942          | Госткіно             | Ju 87D         |
| березень 1942 — квітень 1943   | Городець             | Ju 87D         |
| квітень — липень 1943          | Орел-північний       | Ju 87D         |
| липень — серпень 1943          | Карачев              | Ju 87D         |
| серпень — вересень 1943        | Полоцьк/Гомель       | Ju 87D         |
| вересень — жовтень 1943        | Бобруйськ            | Ju 87D         |

## Бойовий склад 1-ї ескадри пікіруючих бомбардувальників
- штаб (Stab/StG1)[5]
- 1-ша група (I./StG1)[6]
- 2-га група (II./StG1)[7]
- 3-тя група (III./StG1)[7]
- Запасна група StG1 (Erg.Staffel/StG1, згодом Erg./St.G.1)[8]
- Протитанкова ескадрилья (10.(Pz)/StG1)[9]
- Буксирувальна ескадрилья (LS-Ausb.Kdo./StG1)[10][11]

## КавалериЛицарського хреста Залізного хрестаStG 1
| Ім'я                                    | Звання          | Лицарського хреста | Лицарського хреста з дубовим листям | Лицарського хреста з дубовим листям та мечами |
| --------------------------------------- | --------------- | ------------------ | ----------------------------------- | --------------------------------------------- |
| Гайнц Беверніс                          | лейтенант       | 19 вересня 1942*   |                                     |                                               |
| Гельмут Бенкендорф                      | оберфельдфебель | 26 березня 1943    |                                     |                                               |
| Карл Блекл                              | оберлейтенант   | 3 листопада 1942   |                                     |                                               |
| Вальтер Гаген                           | майор           | 21 липня 1940      | 17 лютого 1942                      |                                               |
| Ерік Ганне                              | лейтенант       | 13 серпня 1942     |                                     |                                               |
| Пітер Гассман                           | гауптман        | 25 травня 1942     |                                     |                                               |
| Август Гачтель                          | оберфельдфебель | 6 січня 1942       |                                     |                                               |
| Пауль-Вернер Гоццель                    | гауптман        | 8 травня 1940      | 14 квітня 1943                      |                                               |
| Герхард Грензель                        | унтерофіцер     | 8 травня 1940      |                                     |                                               |
| Пауль-Фрідріх Даріес                    | майор           | 14 жовтня 1942     |                                     |                                               |
| Ервін Діквиш                            | лейтенант       | 15 жовтня 1942     |                                     |                                               |
| Отто Доммерацкі                         | оберфельдфебель | 5 січня 1943       | 25 листопада 1944                   |                                               |
| Йоганн Цемскі                           | гауптман        | 4 лютого 1942      | 3 вересня 1942                      |                                               |
| Антон Кейл                              | гауптман        | 19 серпня 1940     |                                     |                                               |
| Карл Кеннель                            | оберлейтенант   | 19 вересня 1943    | 25 листопада 1944                   |                                               |
| Вільгельм Клюбер                        | оберлейтенант   | 16 квітня 1943     |                                     |                                               |
| Фрідріх Ланг                            | гауптман        | 23 листопада 1941  | 21 листопада 1942                   | 2 липня 1944                                  |
| Карл-Герман Ліон                        | оберлейтенант   | 4 червня 1942      |                                     |                                               |
| Фрідріх Лоренц                          | гауптман        | 31 липня 1943*     |                                     |                                               |
| Барон Роберт-Георг фон Малаперт-Нефвіль | гауптман        | 6 січня 1942       | 8 червня 1942*                      |                                               |
| Гельмут Мальке                          | гауптман        | 16 липня 1941      |                                     |                                               |
| Йоганнес Мейнеке                        | лейтенант       | 7 квітня 1943      |                                     |                                               |
| Йозеф Менапес                           | лейтенант       | 20 серпня 1942     |                                     |                                               |
| Мартін Мебус                            | гауптман        | 8 травня 1940      | 25 квітня 1944                      |                                               |
| Гюнтер Мюллер                           | лейтенант       | 9 жовтня 1943      |                                     |                                               |
| Теодор Нордманн                         | гауптман        | 17 вересня 1941    | 17 березня 1943                     | 17 вересня 1944                               |
| Йоахім Рігер                            | оберлейтенант   | 19 березня 1942    |                                     |                                               |
| Ернст Ройш                              | оберлейтенант   | 3 листопада 1942   |                                     |                                               |
| Франц Рока                              | оберлейтенант   | 9 жовтня 1943      |                                     |                                               |
| Віллі Трищ                              | фельдфебель     | 23 грудня 1942     |                                     |                                               |
| Гайнц Фішер                             | гауптман        | 25 листопада 1942* |                                     |                                               |
| Гайнц Франк                             | оберлейтенант   | 3 вересня 1942     | 8 січня 1943                        |                                               |
| Йоганн Шаланда                          | оберлейтенант   | 3 квітня 1942      | 24 жовтня 1944                      |                                               |
| Гартмут Шайрер                          | оберлейтенант   | 30 серпня 1941     |                                     |                                               |
| Елмар Шефер                             | оберлейтенант   | 8 травня 1940      |                                     |                                               |
| Карл Шрепфер                            | оберлейтенант   | 16 листопада 1942  | 28 квітня 1945                      |                                               |
| Ганс Штолнбергер                        | лейтенант       | 14 жовтня 1942     |                                     |                                               |
| Густав Шуберт                           | оберлейтенант   | 22 травня 1943     | 24 жовтня 1944                      |                                               |

Відмічені знаком «*», нагороджені посмертно